# Купсола (Марісолинське сільське поселення)
Купсо́ла (рос. Купсола, марій. Купсола) — присілок у складі Сернурського району Марій Ел, Росія. Входить до складу Марісолинського сільського поселення.

## Населення
Населення — 170 осіб (2010; 128 у 2002).
Національний склад (станом на 2002 рік):
- марі — 100 %